# Osbornellus amplus
Osbornellus amplus är en insektsart som beskrevs av Delong 1982. Osbornellus amplus ingår i släktet Osbornellus och familjen dvärgstritar. Inga underarter finns listade i Catalogue of Life.